# Пьер де Кастельно
Петр (Пьер) де Кастельно́ (лат. Petrus de Castro Novo, фр. Pierre de Castelnau, ? — 15 января 1208) — французский монах-цистерцианец, папский легат, чьё убийство стало поводом к объявлению римским папой альбигойского крестового похода (1209—1229); впоследствии канонизован.

## Биография
Родился в епархии Монпелье (Лангедок), ныне департамент Эро, год рождения неизвестен.
В 1199 году стал архидиаконом Магеллона. В том же году папа Иннокентий III поручил ему проповедовать среди катаров (альбигойцев), чьё вероучение в этот период стремительно распространялось на юге Франции. Вместе с двумя монахами-цистерцианцами Пьер де Кастельно предпринял путешествие с целью обращения альбигойцев, проповедовал и публично дискутировал с ними, впрочем, без особого успеха. В 1202 году он вступил в орден цистерцианцев и принял монашеские обеты в монастыре Фонфруад.
В том же году был назначен папой Апостольским легатом по борьбе с ересью. Развил бурную деятельность, пытаясь противостоять распространению катаризма. В 1205 году он отрешил от должности епископа Безье, затем епископа Вивьера, заподозрив их в потворстве ереси. В 1207 году находился в Провансе, где принял участие в борьбе против Раймунда VI, графа Тулузы, которого обвиняли в поддержке альбигойцев. Пьер де Кастельно провозгласил анафему графу, после чего граф обещал прекратить покровительство катарам, был прощён, но обещания не сдержал.
15 января 1208 года Пьер де Кастельно встречался с графом, встреча закончилась ссорой, папский легат покинул Тулузу, но в дороге был заколот одним из служащих графа. Причастность Раймунда Тулузского к этому убийству выглядит весьма возможной, хотя и не была доказана. Убийство легата Пьера де Кастельно привело к объявлению папой альбигойского крестового похода.
Через год после смерти Пьер де Кастельно был беатифицирован. День его памяти отмечается в цистерцианском ордене и в некоторых епархиях.